# Dzięcioł kasztanowaty
Dzięcioł kasztanowaty (Celeus elegans) – gatunek średniej wielkości ptaka z rodziny dzięciołowatych (Picidae). Jest jednym z najbardziej rozpowszechnionych gatunków z rodzaju Celeus. Występuje w Ameryce Południowej – od Trynidadu, wschodniej Wenezueli i regionu Gujana przez północną i środkową Amazonię po południową Kolumbię, wschodni Ekwador, wschodnie Peru, zachodnią Brazylię aż do północnej Boliwii. Na obszarze Amazonii współwystępuje z dzięciołem łuskowanym.

## Systematyka
Gatunek po raz pierwszy zgodnie z zasadami nazewnictwa binominalnego opisał Philipp Ludwig Statius Müller, nadając mu nazwę Picus elegans. Opis ukazał się w 1776 roku na łamach „Des Ritters Carl von Linné Königlich Schwedischen Leibarztes &c. &c. vollständigen Natursystems Supplements- und Register-Band über alle sechs Theile oder Classen des Thierreichs. Mit einer ausführlichen Erklärung. Nebst drey Kupfertafeln”.
Obecnie wyróżnia się sześć podgatunków:
- C. e. hellmayri  von Berlepsch, 1908
- C. e. deltanus Phelps & Phelps Jr., 1950
- C. e. leotaudi  Hellmayr, 1906
- C. e. elegans  (P.L.S. Müller, 1776) – dzięcioł kasztanowaty[5]
- C. e. citreopygius P.L. Sclater & Salvin, 1867[3]
- C. e. jumanus  (von Spix, 1824) – dzięcioł krótkoczuby[5]

Podgatunki jumanus i citreopygius są niekiedy wydzielane do osobnego gatunku. Opisano też kilka innych podgatunków, które nie są obecnie uznawane – roosevelti, approximans, saturatus i immaculatus.

### Etymologia
- Celeus: gr. κελεος keleos – „zielony dzięcioł”[10]
- elegans: łac. elegans, elegantis – elegancki, wytworny, delikatny[11].

## Morfologia
Średniej wielkości dzięcioł o stosunkowo krótkim, lekko zakrzywionym, zakończonym dłutem dziobie w kolorze kości słoniowej przechodzącym do szarego. Tęczówki czerwonobrązowe lub czerwone, wokół oka naga, niebieska skóra. Nogi silne, od oliwkowozielonych do ciemnoszarych. Pióra głowy tworzą charakterystyczny szpiczasty poziomy czub. Głowa w kolorze rdzawoczerwonym. Głowa zasadniczo w dwóch  kolorach, górna do linii od górnej części dzioba poprzez połowę oka bladożółta, dolna kasztanowa. Samce mają czerwone wąsy i policzki, których brak u samic. Podbródek i gardło w tym samym kolorze co cała głowa – kasztanowobrązowe. Górna część ciała, górne pokrywy skrzydeł i grzbiet koloru kasztanowego. Lotki pierwszego rzędu kasztanowe z ciemniejszymi obrzeżami i czarno-brązowymi szerokimi poprzednimi praskami. Ogon czarniawy, a w części przy zadzie rdzawy. Długość ciała 26–32 cm, masa ciała w zależności od podgatunku od 93–139 g u C. e. leotaudi, 112–146 g u C. e. jumanus do 138–168 g u C. e. hellmayri.

## Zasięg występowania
Dzięcioł kasztanowaty występuje w nizinnych wysokich, gęstych i jasnych lasach w środkowej części Ameryki Południowej od poziomu morza do wysokości 500 m n.p.m. w Kolumbii, 700 m n.p.m. w Ekwadorze, 1000 m n.p.m. w Wenezueli i 1100 m n.p.m. w Peru.
Poszczególne podgatunki występują w:
- C. e. hellmayri – wschodniej Wenezueli, Gujanie, Surinamie i w najbardziej na północ wysuniętych obszarach Brazylii (północ stanu Roraima).
- C. e. deltanus – stanie Delta Amacuro w północno-wschodniej Wenezueli.
- C. e. leotaudi – Trynidadzie.
- C. e. elegans – wschodnim Surinamie, Gujanie Francuskiej, północnej Brazylii na północ od rzeki Amazonki.
- C. e. citreopygius – wschodnim Ekwadorze i wschodnim Peru.
- C. e. jumanus – wschodniej Kolumbii, południowej Wenezueli (stany Amazonas i Bolívar) przez zachodnią i środkową Brazylię do północnej Boliwii.

Jest gatunkiem osiadłym.

## Ekologia
Jego głównym habitatem są wysokie, gęste i jasne lasy tropikalne. Zasiedla także obrzeża lasu oraz siedliska wtórne np. plantacje kakao. Odżywia się głównie mrówkami, termitami oraz larwami muchówek, owocami, w tym cytrusami oraz owocami mango. Żeruje samodzielnie lub w parach, czasami w grupach do 5 ptaków, spotyka się go także w stadach mieszanych.

### Rozmnażanie
Brak szczegółowych informacji o rozmnażaniu tego gatunku; na podstawie nielicznych danych stwierdzono, że gniazda buduje w dziuplach w martwych drzewach. Samica składa zazwyczaj 3 jaja w okresie kwietnia-maja w Trynidadzie i Gujanach. Brak szczegółowych informacji.

## Status
W Czerwonej księdze gatunków zagrożonych IUCN dzięcioł kasztanowaty po raz pierwszy został sklasyfikowany w 1988 roku jako Lower Risk/Least Concern, od 2004 roku jest klasyfikowany jako gatunek najmniejszej troski (LC, Least Concern). Liczebność populacji nie została oszacowana, ale gatunek jest opisywany jako rzadki. Zasięg jego występowania według szacunków organizacji BirdLife International obejmuje około 7,57 mln km². Trend liczebności populacji uznawany jest za spadkowy ze względu na utratę siedlisk przede wszystkim spowodowaną wylesianiem.